# Sinjai Plengpanich
Sinjai Plengpanich (สินจัย เปล่งพานิช; RTGS: Sinchai Plengphanit; nascida em 21 de janeiro de 1965), nascida Sinjai Hongtai (สินจัย หงษ์ไทย; RTGS: Sinchai Hongthai), é uma atriz tailandesa que começou sua carreira como modelo. Ela atuou em inúmeras lakorn (novelas tailandesas), bem como em filmes e produções teatrais. Em 2007, ela estrelou o aclamado filme The Love of Siam, e também atuou em um revival da produção teatral, Banlangmek: The Musical. No remake de Khu Kam de 2013, Sinjai interpretou Thanphuying La-iat Phibunsongkhram, esposa do marechal de campo Plaek Pibulsonggram, ex-primeiro-ministro e ditador militar.
Ela é casada com o ator Chatchai Plengpanich, e os dois compartilham o mesmo apelido, Nok (นก; que significa pássaro em tailandês). Ela tem 2 filhos e uma filha, chamados Gun, Bom e Dom.

## Filmografia

### Cinema
| Ano  | Título                        | Personagem                                  | Notas               |
| ---- | ----------------------------- | ------------------------------------------- | ------------------- |
| 1982 | Sai Sawat Yang Mai Sin        | Thip                                        | Papel principal     |
| 1983 | Katanyu Prakasit              | N/A                                         | Papel principal     |
| 1985 | Hong Fah                      | Hong Fah                                    | Papel principal     |
| 1985 | Nuanchawee                    | Nuanchawee Petchrung / Nuanchawee Ratchadet | Papel principal     |
| 1985 | The Accusation                | Phan                                        | Papel principal     |
| 1986 | Luk Thung Holiday             | N/A                                         | Papel principal     |
| 1986 | Bpai Mai Teung Duang Dao      | Hamesuda                                    | Papel principal     |
| 1986 | Nam Sor Sai                   | Putkrong Wiboonsin                          | Papel principal     |
| 1986 | Chang Mun Chun Mai Care       | Pimporranee / "Pim"                         | Papel principal     |
| 1987 | Fai Nao                       | N/A                                         | Papel principal     |
| 1987 | Fai Sorn Cheua                | N/A                                         | Papel principal     |
| 1987 | Chun Ruk Pua Kao              | Am                                          | Papel principal     |
| 1988 | Sor Sam Sai                   | Kaekai                                      | Papel principal     |
| 1988 | Wiwa Jum Laeng                | Niravipa                                    | Papel principal     |
| 1988 | Krung Diew Kor Kern Por       | Lak                                         | Papel principal     |
| 1988 | Bangkok Emergency             | N/A                                         | Papel principal     |
| 1988 | Talui Rong Mor                | N/A                                         | Papel principal     |
| 1988 | Pummaree See Thong            | Nampeung                                    | Papel principal     |
| 1990 | Ruk The Tha Huajai Yak Ja Ruk | N/A                                         | Papel principal     |
| 1990 | Air America                   | May Ling                                    | Papel principal     |
| 1995 | Mahasajan Hang Rak            | Napha                                       |                     |
| 1995 | Pocahontas                    | Pocahontas                                  | Dublagem tailandesa |
| 1997 | Anda Kub Fahsai               | Mãe de Fahsai                               | Papel principal     |
| 2001 | The Legend of Suriyothai      | Lady Srichulalak                            | Papel convidado     |
| 2007 | The Love of Siam              | Sunee (mãe de Tong)                         | Papel recorrente    |
| 2010 | Who Are You?                  | Nida (varejista de CD)                      | Papel principal     |
| 2014 | 3 A.M. 3D: Part 2             | {A Oferta} Chefe Juju                       | Papel principal     |
| 2014 | The Scar                      | Khun Ying Thongkhampleow                    | Papel recorrente    |
| 2016 | Fathers                       | Sra. Rattiya                                | Papel principal     |
| 2019 | Necromancer                   | May                                         | Papel recorrente    |

### Televisão
| Ano  | Título                                       | Personagem                         | Notas            | Canal            |
| ---- | -------------------------------------------- | ---------------------------------- | ---------------- | ---------------- |
| 1985 | Ranad Ek                                     | N/A                                | Papel principal  | Channel 7        |
| 1988 | Lai Hong                                     | Nueng                              | Papel principal  | Channel 3        |
| 1989 | Takai Dao                                    | N/A                                | Papel convidado  | MCOT HD          |
| 1989 | Poo Chana Sip Tit                            | Kusuma                             | Papel principal  | Channel 3        |
| 1990 | Katanyu Prakasit                             | Sun Huay                           | Papel principal  | Channel 3        |
| 1990 | Raeng Ruk                                    | Noodee                             | Papel principal  | Channel 3        |
| 1992 | Nai Fun                                      | Princesa Panpilat                  | Papel principal  | Channel 3        |
| 1993 | Nam For Sai                                  | Wannaree Prakarnpan                | Papel principal  | Channel 7        |
| 1993 | Chang Mun Chun Mai Care                      | Pim                                | Papel principal  | Channel 5        |
| 1994 | Peak Marn                                    | Salaila / "Salai"                  | Papel principal  | Channel 5        |
| 1994 | Lah                                          | Mathusorn / "Sorn"                 | Papel principal  | Channel 5        |
| 1995 | Romchat                                      | Manward                            | Papel principal  | Channel 3        |
| 1996 | Darayan                                      | Darayan                            | Papel principal  | Channel 5        |
| 1997 | Kaew Jom Gaen                                | Mãe de Kaew                        | Papel principal  | Channel 5        |
| 1997 | Roong Sarm Sai                               | Rong Sai                           | Papel principal  | Channel 3        |
| 1998 | Bangkert Klao                                | Suksom                             | Papel principal  | Channel 3        |
| 1998 | Marnya Rissaya                               | Piangdao                           | Papel principal  | Channel 5        |
| 1999 | Rueng Maya                                   | Pachara                            | Papel principal  | Channel 5        |
| 1999 | Barb Ruk                                     | Kiranan / "Ki"                     | Papel principal  | Channel 5        |
| 1999 | Lakorn Tertphrakiarati Chut Dtai Saeng Tawan | N/A                                | Papel principal  | Channel 7        |
| 1999 | Kijagum Chai Sod                             | Yor Saeng                          | Papel principal  | Channel 7        |
| 2000 | Muang Maya                                   | Ela mesma                          | Papel convidado  | Channel 5        |
| 2000 | Pit Kularb                                   | Veerada / "Vee"                    | Papel principal  | Channel 5        |
| 2001 | Tayard Asoon                                 | Woranart                           | Papel principal  | Channel 7        |
| 2002 | Nampu                                        | Suwanni Sukhontha                  | Papel principal  | Channel 7        |
| 2003 | Muang Maya The Series: Maya Pitsawat         | Thip Dararat                       | Papel principal  | Channel 5        |
| 2004 | Langkhaa Dang                                | Choomsee                           | Papel recorrente | Channel 7        |
| 2005 | Mer Wan Fah Plean See                        | Chan                               | Papel principal  | Channel 5        |
| 2006 | Sadut Ruk                                    | Pimjun                             | Papel recorrente | Channel 3        |
| 2006 | Talay Rissaya                                | Pawinee                            | Papel principal  | Channel 5        |
| 2007 | Khun Yay Sai Diew                            | N/A                                | Papel recorrente | Channel 3        |
| 2007 | Klin Kaew Klang Jai                          | Jitta                              | Papel recorrente | Channel 3        |
| 2008 | Kwarm Lub Kaung Superstar                    | Ela mesma                          | Papel convidado  | Channel 5        |
| 2009 | Artid Ching Duang                            | Parnrawee Suriyathid               | Papel recorrente | Channel 5        |
| 2010 | Neur Mek                                     | Napa                               | Papel principal  | Channel 3        |
| 2011 | Karm Wayla Ha Ruk                            | Praepim / "Pim"                    | Papel principal  | Channel 5        |
| 2011 | Tawan Dueat                                  | Wilai                              | Papel recorrente | Channel 3        |
| 2012 | Buang Ruk                                    | Angkhana                           | Papel principal  | Channel 5        |
| 2012 | Nuer Mek 2                                   | Napha                              | Papel recorrente | Channel 3        |
| 2013 | Koo Gum                                      | Convidada do casamento             | Papel convidado  | Channel 5        |
| 2013 | E-Sa Raweechuangchoti (The Actress)          | Consorte Prim Raweewarn Na Ayudhya | Papel recorrente | Channel 5        |
| 2014 | Pope Rak                                     | Thara                              | Papel recorrente | Channel 3        |
| 2016 | Sorry, I Love You                            | Nathai                             | Papel recorrente | One31            |
| 2016 | Chaat Payak                                  | Nang Pian / Khun Thip              | Papel recorrente | Channel 3        |
| 2016 | Patiharn                                     | {Seg 4: Love Never Dies}           | Papel principal  | PPTV (Tailândia) |
| 2016 | Ruk Tae Mae Mai Pleum                        | Nittaya / "Nid"                    | Papel principal  | One31            |
| 2017 | Sri Ayodhaya                                 | Krom Phra Thepha Mat               | Papel principal  | True4U           |
| 2018 | My Hero Series Matuphoom Haeng Huachai       | Professora Jantra                  | Papel convidado  | Channel 3        |
| 2018 | Montra Lai Hong                              | Professora Jantra                  | Papel convidado  | Channel 3        |
| 2018 | Lom Phrai Pook Rak                           | Professora Jantra                  | Papel convidado  | Channel 3        |
| 2018 | Sen Son Kon Rak                              | Professora Jantra                  | Papel convidado  | Channel 3        |
| 2018 | Tai Peek Pak Sa                              | Professora Jantra                  | Papel convidado  | Channel 3        |
| 2019 | Ruk Jung Aoey                                | Daojai                             | Papel convidado  | Channel 3        |
| 2019 | Daai Daeng                                   | Mei Ing                            | Papel principal  | Channel 3        |
| 2019 | Until We Meet Again                          | Sra. Wongnate                      | Papel recorrente | LINE TV          |
| 2019 | The Stranded                                 | Professora Lin                     | Papel principal  | Netflix          |
| 2019 | Sri Ayodhaya                                 | Krom Phra Thepha Mat               | Papel principal  | True4U           |
| 2020 | Fak Fah Kiri Dao                             | Pornrampai                         | Papel recorrente | Channel 3        |
| 2021 | Game Lah Torrachon                           | Phin                               | Papel recorrente | Channel 3        |
| 2021 | 55:15 Never Too Late                         | Jaya                               | Papel principal  | GMM 25           |
| 2024 | Duangjai Taewapro                            | Piangkwan Juthathep Na Ayutthaya   | Papel recorrente | Channel 3        |

### Produtora
| Ano  | Título                               | Estrelando                                     | Canal     |
| ---- | ------------------------------------ | ---------------------------------------------- | --------- |
| 2014 | Pope Rak                             | Prin Suparat, Ranee Campen                     | Channel 3 |
| 2017 | Tawan Yor Saeng                      | Pichukkana Wongsarattanasin, Natthawut Skidjai | Channel 3 |
| 2019 | Ruk Jung Aoey                        | Natapohn Tameeruks, Chantavit Dhanasevi        | Channel 3 |
| 2021 | Game Lah Torrachon                   | Prin Suparat, Natapohn Tameeruks               | Channel 3 |
| 2024 | Série Duangjai Taewaprom (Jaiphisut) | Eisaya Hosuwan, Tate Myron                     | Channel 3 |